# Kolcoróg bizoniak
Kolcoróg bizoniak (Stictocephala bisonia) – gatunek pluskwiaka z rodziny zgarbkowatych (Membracidae). Pierwotnie gatunek nearktyczny, w XX wieku introdukowany do Europy.

## Opis

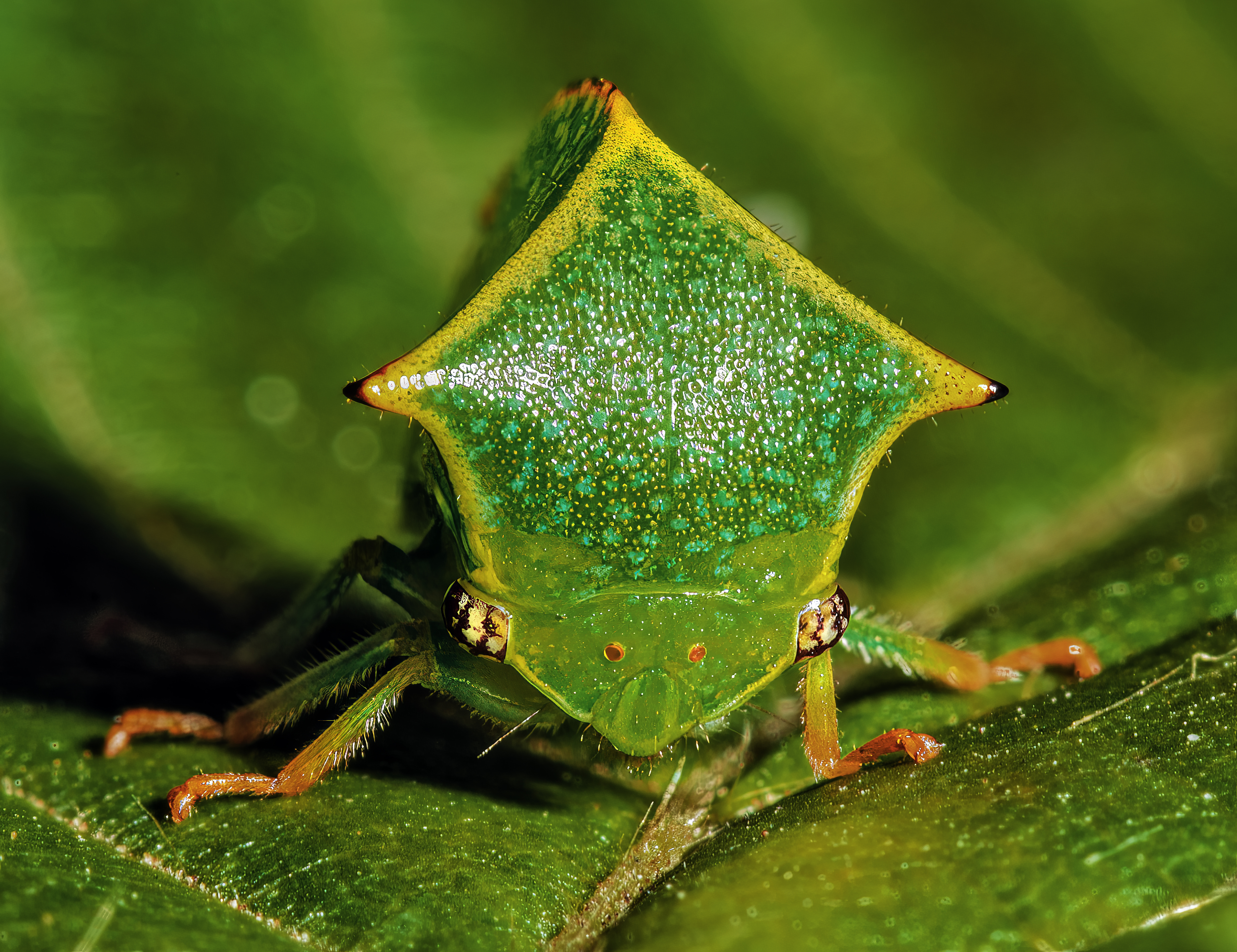
Widok z przodu

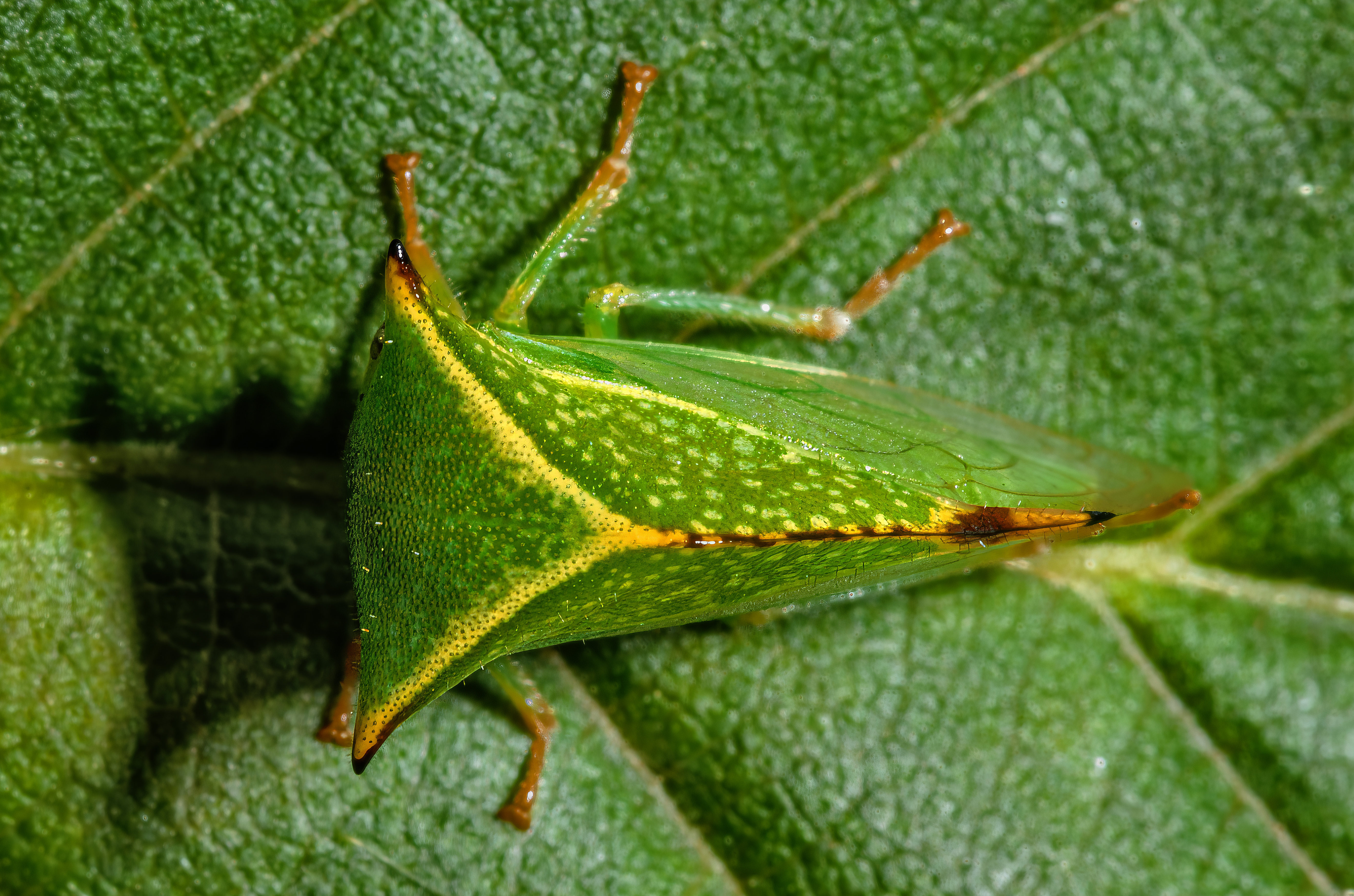
Widok z góry

Ciało imago o długości 6-10 mm, jasnozielone, śladowo pokryte krótkimi, jasnymi szczecinkami. Przedplecze silnie wydłużone, zakończone ostrym kolcem. Po bokach pokryte  jest żółtymi plamkami, a na przodzie zielonymi. U nasady dwa szpiczaste wyrostki, wyglądem przypominające rogi, jak te u bizonów (stąd bisonia w epitecie gatunkowym). Całe przedplecze o żółtych konturach, ciemniejących w okolicach kolca oraz rogów. Głowa płaska, z dobrze widocznymi przyoczkami w jej środkowej części. Oczy białe, z ciemną, asymetryczną plamą. Odnóża wyraźnie porośnięte białymi szczecinkami. Uda i do pewnego stopnia golenie zielone, stopy pomarańczowe. Skrzydła przezroczyste, przybierają brązowy odcień ku końcowi.
Kolcoróg bizoniak bardzo podobny jest do pozostałych zielonych gatunków z rodzaju Stictocephala oraz innych przedstawicieli plemienia Ceresini (szczególnie Hadrophallus bubalus). Różnią się one między sobą detalami ubarwienia czy budowy ciała (długość rogowatych wyrostków, pękatość przedplecza, gęstość oszczecenia). Identyfikacja gatunku nie powinna jednak sprawiać problemu w Europie, gdzie wyraźnie różni się od rodzimych zgarbkowatych.

## Biologia

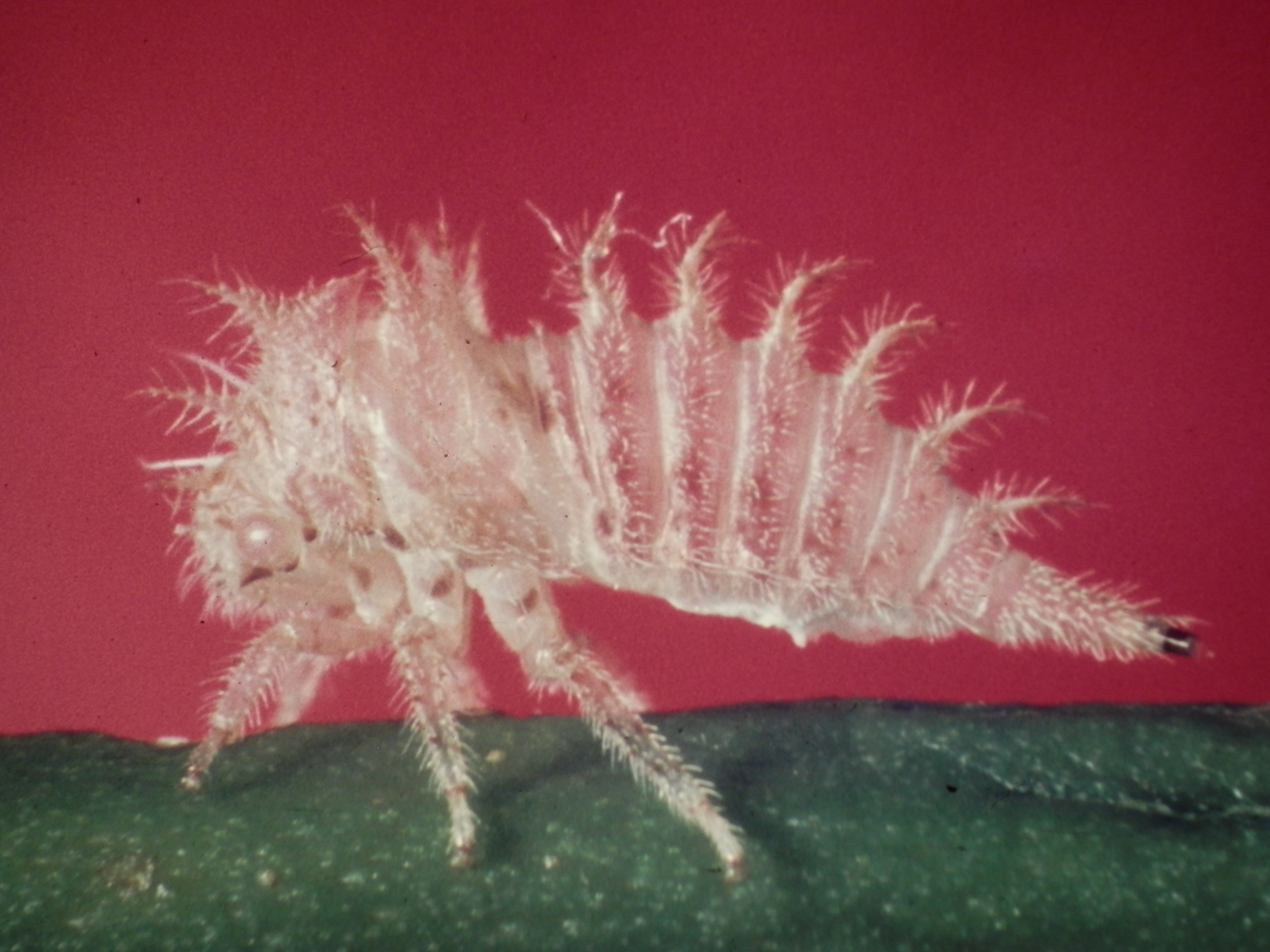
Wylinka

Polifag notowany z szeregu różnych gatunków roślin. Wysysa soki z np. wierzb, topól, śliw, jabłoni, jeżyn, porzeczek, robinii akacjowej, nawłoci kanadyjskiej, wyk, szczawiów i wielu innych. Z uwagi na plastyczność diety, kolcoróg zamieszkuje różne rodzaje siedlisk, gdzie obecne są rośliny żywicielskie. Spotykany na łąkach, polach, murawach, w zagajnikach, sadach czy ogrodach. Jedno pokolenie w sezonie. Nimfy wykluwają się na przełomie kwietnia i maja. Chętnie żerują na roślinach bobowatych (Fabaceae), takich jak koniczyna polna, lucerna siewna czy soja warzywna. Do przeobrażenia dochodzi w czerwcu lub lipcu. Imagines aktywne do października. Jak inne zgarbkowate, komunikują się między sobą za pomocą sygnałów tworzonych poprzez wprawianie w ruch odwłoku. Wibracje przechodzą przez powierzchnie np. gałęzi drzewa i odbierane są przez receptory najprawdopodobniej znajdujące się na goleniach. W taki sposób, samce kolcorogów nawołują samice przed kopulacją. Jaja składane są wewnątrz młodych gałązek drzew i krzewów, w nacięciach specjalnie wyżłobionych przez samice swoim szpiczastym pokładełkiem; w poszczególnych dziurkach mieści się 6-12 jaj.
Znanym parazytoidem jaj pluskwiaka jest błonkówka Polynema striaticorne z rodziny rzęsikowatych (Mymaridae).

## Występowanie
Rdzenny zasięg występowania owada obejmował północnowschodni obszar Ameryki Północnej. Przypadkowo zawleczony na zachód kontynentu wraz z transportem sadzonek drzew, jednak obserwowany jest tam jedynie sporadycznie.
W Europie po raz pierwszy gatunek odnaleziony w mieście Kovin we współczesnej Serbii około 1912 roku, natomiast w 1918 roku zaobserwowano go we Francji. Z początkiem XXI wieku zdążył skolonizować niemal cały obszar kontynentu. Nieodnaleziony jeszcze na Wyspach Brytyjskich i w Skandynawii.
Pierwsze stwierdzenie pluskwiaka z terenów Polski pochodzi z 2007 roku z Rzeszowa. Następnie obserwowany w Warszawie i Zagorzycach w woj. podkarpackim. Obecnie odnaleziony we wszystkich województwach, choć wyraźnie częściej spotykany na południu kraju.
Obecny także w Azji. Pojedyncze obserwacje z Turcji, Gruzji, Armenii, Azerbejdżanu, Iranu, Kazachstanu, Kirgistanu i Chin.